# Thestor petalus
Thestor petalus är en fjärilsart som beskrevs av Pieter Cramer 1779. Thestor petalus ingår i släktet Thestor och familjen juvelvingar. Inga underarter finns listade i Catalogue of Life.